# Europa FC
Europa FC is een Gibraltarese voetbalclub.
In 1925 werd een club Europa FC opgericht die in het interbellum meerdere titels won tot aan de evacuatie van Gibraltar in 1941 tijdens de Tweede Wereldoorlog. De bannelingen voetbalden in Londen en na de oorlog werd er door de club weer in Gibraltar gespeeld. Het laatste succes was de titel in het seizoen 1951/52 en enkele jaren later verdween de club.
In 1975 werd College FC opgericht als omnisportvereniging. De teams hadden allen een eigen naam en het eerste team speelde lang als College Cosmos FC. In 2012 wilde een groep spelers en trainers verder professionaliseren en nadat College Cosmos in 2013 de Division 2 won, werd met hulp van investeerders de voetbalafdeling van College gescheiden als een aparte club. Hierop werd de naam in College Europa FC veranderd als verwijzing naar de oude club en omdat in het zuidelijke deel van Gibraltar gespeeld werd dat de bijnaam Europa draagt.
In 2014 bereikte de club de finale van de Rock Cup die het verloor van kampioen Lincoln Red Imps FC. Hierdoor is de club de eerste deelnemer uit Gibraltar aan de UEFA Europa League. In de zomer van 2015 werden de banden met College verbroken en werd de naam Europa FC.
Aan het eind van het seizoen 2016/17 werd de club kampioen in de laatste speelronde met één punt voorsprong op concurrent en rivaal Lincoln Red Imps. Hiermee werd voor het eerst in de historie plaatsing afgedwongen voor de UEFA Champions League. Datzelfde seizoen werd ook de beker veroverd. Titelhouder Lincoln Red Imps werd in de finale met 3-0 verslagen.

## Erelijst
- Premier Division (8x)

1929, 1930, 1932, 1933, 1938, 1952, 2017, 2020
- Division 2 (1x)

2013
- Rock Cup (8x)

1938, 1946, 1950, 1951, 1952, 2017, 2018, 2019
- League Cup (1x)

2015
- Pepe Reyes Cup (Super Cup) (1x)

2016

## In Europa
#Q = #kwalificatieronde, T/U = Thuis/Uit, W = Wedstrijd, PUC = punten UEFA coëfficiënten .
Uitslagen vanuit gezichtspunt Europa FC
| Seizoen | Competitie        | Ronde | Land                   | Club               | Totaalscore | 1e W    | 2e W       | PUC |
| ------- | ----------------- | ----- | ---------------------- | ------------------ | ----------- | ------- | ---------- | --- |
| 2014/15 | Europa League     | 1Q    | Vlag van Liechtenstein | FC Vaduz           | 0-4         | 0–3 (U) | 0–1 (T)    | 0.0 |
| 2015/16 | Europa League     | 1Q    | Vlag van Slowakije     | Slovan Bratislava  | 0-9         | 0–6 (T) | 0–3 (U)    | 0.0 |
| 2016/17 | Europa League     | 1Q    | Vlag van Armenië       | Pjoenik Jerevan    | 3-2         | 2–0 (T) | 1–2 (U)    | 1.0 |
| 2016/17 | Europa League     | 2Q    | Vlag van Zweden        | AIK Fotboll        | 0-2         | 0–1 (U) | 0–1 (T)    | 1.0 |
| 2017/18 | Champions League  | 1Q    | Vlag van Wales         | The New Saints FC  | 3-4         | 2–1 (U) | 1–3 nv (T) | 1.0 |
| 2018/19 | Europa League     | 1Q    | Vlag van Kosovo        | KF Pristina        | 1-6         | 1–1 (T) | 0–5 (U)    | 0.5 |
| 2019/20 | Europa League     | vr    | Vlag van Andorra       | UE Sant Julia      | 6-3         | 2-3 (U) | 4-0 (T)    | 1.5 |
|         |                   | 1Q    | Vlag van Polen         | Legia Warschau     | 0-3         | 0-0 (T) | 0-3 (U)    | 1.5 |
| 2020/21 | Champions League  | 1Q    | Vlag van Servië        | Rode Ster Belgrado | 0-5         | 0-5 (U) |            | 1.0 |
| 2020/21 | Europa League     | 2Q    | Vlag van Zweden        | Djurgårdens IF     | 1-2         | 1-2 (U) |            | 1.0 |
| 2021/22 | Conference League | 1Q    | Vlag van Litouwen      | FK Kauno Žalgiris  | 0-2         | 0-0 (T) | 0-2 (U)    | 0.5 |
| 2022/23 | Conference League | 1Q    | Vlag van Faeröer       | Víkingur Gøta      | 1-3         | 0-1 (U) | 1-2 (T)    | 0.0 |
| 2023/24 | Conference League | 1Q    | Vlag van Kosovo        | KF Dukagjini       | 3-5         | 1-2 (U) | 2-3 (T)    | 0.0 |

Totaal aantal punten voor UEFA-coëfficiënten: 5.5
Zie ook
- Deelnemers UEFA-toernooien Gibraltar
- Ranglijst van alle clubs die in de diverse Europa Cups zijn uitgekomen

Bruno’s Magpies · 
College 1975 · 
Europa FC · 
Europa Point · 
Glacis United · 
St Joseph's FC · 
Lincoln Red Imps · 
Lions Gibraltar · 
Lynx FC · 
Manchester 62 · 
Mons Calpe